# Coupe d'Allemagne de football 1940
Navigation
Édition précédente Édition suivante
La coupe d'Allemagne de football 1940 est la sixième édition de la compétition. La finale a eu lieu le 1er décembre 1940 à l'Olympiastadion de Berlin. Le Dresdner SC remporte le trophée.

## Premier tour
Les résultats du premier tour
| Club recevant              | Score    | Club visiteur               |
| -------------------------- | -------- | --------------------------- |
| SpVgg Fürth                | 3 -0     | VfB Stuttgart               |
| FC Bayern Munich           | 0 -1     | Wiener Sport-Klub           |
| 1. SV Jena                 | 0 -1     | TuRa Leipzig                |
| VfB Königsberg             | 3 -2 a.p | SC Preußen Danzig           |
| BuEV Danzig                | 6 -2     | Luftwaffen SV Stettin       |
| Blau-Weiß 90 Berlin        | 1 -2     | SV Werder Bremen            |
| Hellescher FV Sportfreunde | 0 -7     | FC Schalke 04               |
| SV Steinach                | 4 -2     | CSC 03 Kassel               |
| SV Dessau 05               | 2 -2 a.p | Kickers Offenbach           |
| Kickers Offenbach          | 4 -0     | SV Dessau 05                |
| Turn-Verband Eimsbüttel    | 0 -3     | Spandauer SV                |
| Blumenthaler SV            | 3 -1     | Hamburger SV                |
| SV 07 Linden               | 2 -3     | SC Union Oberschöneweide    |
| SV 07 Hildesheim           | 2 -3 a.p | Barmbeker SG                |
| VfL Osnabrück              | 2 -5     | BSG Gelsenguß Gelsenkirchen |
| TuS Neheim                 | 2 -3     | SG Eschweiler               |
| BSG Edelstahlwerke Krefeld | 3 -4     | Rot-Weiß Essen              |
| TuS Germania Mudersbach    | 1 -8     | Schwarz-Weiß Essen          |
| TuS Neuendorf              | 1 -2     | VfR Mannheim                |
| BC Sport Kassel            | 4 -5     | TuS 48/99 Duisburg          |
| Eintracht Francfort        | 2 -2     | Westfalia Herne             |
| 1. FC Kaiserslautern       | 2 -3     | Fortuna Düsseldorf          |
| SV Waldhof Mannheim        | 2 -3 a.p | Reichsbahn TuSV Frankfurt   |
| Phönix Karlsruhe           | 4 -2     | FSV Frankfurt               |
| SpVgg Bad Canstatt         | 0 -7     | Wacker Wien                 |
| VfR Schweinfurt 07         | 2 -1 a.p | Mühlheimer SV 06            |
| Sturm Graz                 | 1 -6     | 1. FC Nuremberg             |
| NSTG Vitkovice             | 6 -0     | SC Hertha Breslau           |
| VfL Stettin                | 3 -2     | Polizei Chemnitz            |
| Planitzer SC               | 3 -1     | Vorw.-Rasensp. Gleiwitz     |
| VfB Waldshut               | 0 -8     | Stuttgarter Kickers         |
| NSTG Graslitz              | 0 -4     | Dresdner SC                 |
| Luftwaffen SV Stettin      | 1 -2 a.p | Rapid Vienne                |

## Second tour
Les résultats du second tour
| Club recevant             | Score | Club visiteur               |
| ------------------------- | ----- | --------------------------- |
| Spandauer SV              | 3 -5  | VfB Königsberg              |
| SC Union Oberschöneweide  | 5 -1  | SV Steinach                 |
| VfL Stettin               | 0 -0  | BuEV Danzig                 |
| BuEV Danzig               | 2 -1  | VfL Stettin                 |
| TuRa Leipzig              | 1 -2  | SpVgg Fürth                 |
| Dresdner SC               | 5 -0  | Blumenthaler SV             |
| Barmbeker SG              | 3 -10 | Schwarz-Weiß Essen          |
| FC Schalke 04             | 5 -0  | Werder Brême                |
| Rot-Weiß Essen            | 0 -2  | Eintracht Frankfurt         |
| Fortuna Düsseldorf        | 2 -0  | VfR Mannheim                |
| SG Eschweiler             | 3 -1  | TuS 48/99 Duisburg          |
| Reichsbahn TuSV Frankfurt | 1 -0  | Phönix Karlsruhe            |
| Stuttgarter Kickers       | 9 -2  | BSG Gelsenguß Gelsenkirchen |
| 1. FC Nuremberg           | 3 -2  | Kickers Offenbach           |
| Wacker Wien               | 6 -2  | Planitzer SC                |
| Wiener Sport-Klub         | 9 -1  | NSTG Vitkovice              |
| Rapid Vienne              | 7 -1  | VfR Schweinfurt 07          |

## Huitièmes de finale
Les résultats des huitièmes de finale
| Club recevant            | Score | Club visiteur       |
| ------------------------ | ----- | ------------------- |
| SC Union Oberschöneweide | 0 -1  | 1. FC Nuremberg     |
| SpVgg Greuther Fürth     | 2 -1  | FC Schalke 04       |
| SV Stuttgarter Kickers   | 1 -5  | Rapid Vienne        |
| Eintracht Francfort      | 2 -3  | Fortuna Düsseldorf  |
| SC Wacker Vienne         | 5 -6  | Wiener Sport-Club   |
| Dresdner SC              | 6 -0  | Rot Weiss Frankfurt |
| VfB Königsberg           | 5 -1  | BuEV Danzig         |
| Schwarz-Weiß Essen       | 5 -2  | SG Eschweiler       |

## Quarts de finale
Les résultats des quarts de finale
| Club recevant      | Score | Club visiteur        |
| ------------------ | ----- | -------------------- |
| FC Nuremberg       | 2 -1  | Schwarz-Weiß Essen   |
| Rapid Vienne       | 6 -1  | SpVgg Greuther Fürth |
| Fortuna Düsseldorf | 2 -1  | Wiener Sportklub     |
| VfB Königsberg     | 0 -8  | Dresdner SC          |

## Demi-finales
Les résultats des demi-finales
| Club recevant      | Score | Club visiteur |
| ------------------ | ----- | ------------- |
| Dresdner SC        | 3 -1  | Rapid Vienne  |
| Fortuna Düsseldorf | 0 -1  | FC Nuremberg  |

## Finale
| Entraîneur : |
| Georg Köhler |

| Entraîneur : |
| Alwin Riemke |

| Entraîneur : |
| Georg Köhler |

| Entraîneur : |
| Alwin Riemke |